# 天津增八
天鵝座36，又名BD+36 3998，HD 193369、SAO 69803、HR 7769，是天鵝座的一颗恒星，视星等为5.58，位于銀經75.05，銀緯0.63，其B1900.0坐标为赤經20h 14m 43.8s，赤緯+36° 0.63′ 12″。